# Sopota, Litija
Sopota este o localitate din comuna Litija, Slovenia.